# Nereiphylla gruai
Nereiphylla gruai är en ringmaskart som först beskrevs av Rullier 1973.  Nereiphylla gruai ingår i släktet Nereiphylla och familjen Phyllodocidae. Inga underarter finns listade i Catalogue of Life.